# Toshio Masuda
Toshio Masuda (増田俊郎 Masuda Toshio?), född 28 oktober 1959 är en japansk kompositör. Toshio skapar mestadels musik till japansk television och anime, och är i Sverige mest känd för att ha komponerat soundtracket till den populära animeserien Naruto.

## Jobb

### Anime
- Fatal Fury: Legend of the Hungry Wolf (1992)
- Excel Saga (1999)
- Jubei-chan (1999)
- Hand Maid May (2000)
- Daa! Daa! Daa! (2000)
- Mahoromatic (2001)
- Naruto (2002)
- Puni Puni Poemy (2001)
- Ai Yori Aoshi (2002)
- Jubei-chan 2 (2004)
- 'Mushishi (2005)
- Ghost Hunt (2006)